# محلول شبیه‌سازی شده بدن
محلول شبیه‌سازی شده بدن (به انگلیسی: Simulated body fluid)، یاSBF محلولی است با غلظت یونی نسبتاً مشابه با پلاسما خون که تحت شرایط دمایی و پی اچ فیزیولوژیکی بدن نگهداری می‌شود. این محلول اولین بار توسط کوکوبو و همکارانش به منظور بررسی تغییرات بر روی سطوح سرامیکهای شیشه ای زیست فعال مورد استفاده قرار گرفت.

## اصلاح سطح درون کاشت‌های فلزی
جهت پیوند مناسب درون کاشت‌های فلزی با استخوان، شکل‌گیری لایه آپاتیت شیبه استخوان بر روی سطوح درون کاشت از اهمیت ویژه ای برخوردار است. محلول شبیه‌سازی شده بدن می‌تواند جهت مطالعه تشکیل لایه آپاتیتی بر روی سطوح درون کاشتها و در محیط کشت مورد استفاده قرار گیرد. با مصرف شدن یونهای کلسیم و فسفات حاضر در محلول شبیه‌سازی شده بدن، جوانه‌های آپاتیت بر روی سطح بیومتریال‌ها در جاندار شروع به رشد خود به خود می‌کنند. روش استفاده از محلول شبیه‌سازی شده بدن جهت اصلاح سطح درون کاشت‌های فلزی، فرایندی زمان بر هست و تشکیل لایه ای یکنواخت از آپاتیت بر روی سطح درون کاشت‌ها گاه تا ۷ روز طول می‌کشد. در این گونه موارد پیشنهاد می‌شود که جهت کاهش زمان تشکیل لایه آپاتیتی، از محلول‌های شبیه‌سازی شده بدنی با غلظتهای بالاتر کلسیم و فسفات استفاده گردد.

## ژن درمانی
محلول شبیه‌سازی شده بدن علاوه بر استفاده در اصلاح سطوح درون کاشت‌های فلزی، درژن درمانی نیز مورد استفاده قرار گرفته‌است. نانوذرات کلسیم فسفات مورد نیاز برای انتقال ژن به داخل هسته یاخته، می‌توانند از طریق محلول شبیه‌سازی شده بدن به دست آمده و با دی ان ای درآمیخته شوند. مطالعات انجام شده در محیط کاشت نشان از بازدهی بیشتر انتقال ژن در کمپلکس دی ان ای با نانو ذرات کلسیم فسفاتی داشت که در محلول شبیه‌سازی شده بدن به دست آمده بودند. این در حالیست که کمپلکس دی ان ای با نانو ذرات کلسیم فسفات به دست آمده در محیط آبی (به عنوان کنترل تست) انتقال ژن کمتری را به درون هسته یاخته نشان دادند.